# マリア・マッキー

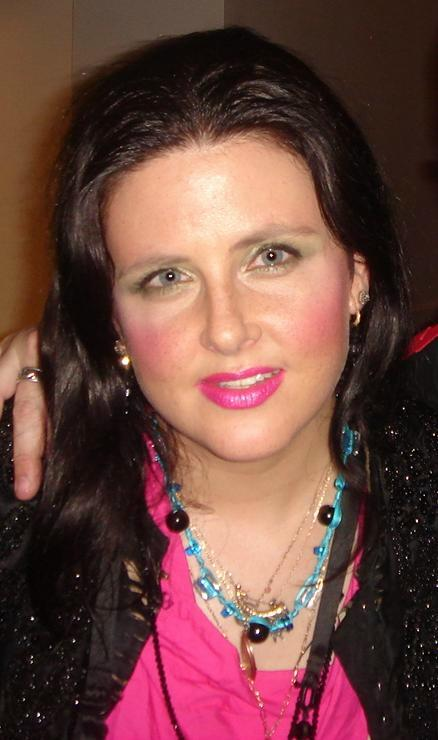
マリア・マッキー（2007年）

マリア・マッキー（Maria McKee、1964年8月17日 - ）は、アメリカ合衆国の女性ボーカリスト、シンガーソングライター。カリフォルニア州ロサンゼルス出身。

## 略歴
演奏ジャンルは多岐にわたるが、主としてフォーク、カントリー・ロック、カウパンク、オルタナティヴ・カントリーなどに分類される。熱唱型の激しいステージ・パフォーマンスと強い孤独感を伴う澄んだ声の静寂との対比が最大の魅力にして特徴といえる。
バンド活動開始から一年未満の1983年、創立して間もないデヴィッド・ゲフィンのゲフィン・レコードと専属契約を交わし、1985年4月にバンド、ローン・ジャスティスのボーカルとしてデビューする（ローン・ジャスティスでのデビュー前年、映画『ストリート・オブ・ファイヤー』(1984年)のサウンドトラック盤にソロ作品「ネヴァー・ビー・ユー」が収録されている）。ローン・ジャスティスはデビューに際してリンダ・ロンシュタット、ドリー・パートン、ボブ・ディラン、ドン・ヘンリーなど数々の著名ミュージシャンから高い評価を受ける。またディランからは曲提供の申し出（シングルC/W「Go Away Little Boy」）も受けるなど前途洋洋と観測されていた。しかしレコード会社スタッフのビジネス上の思惑との齟齬などもあり、大幅なメンバー・チェンジの梃入れがなされる（事実上、「マリア・マッキーとそのバックバンド」になる）ものの、大きなヒットもなく、バンドでの活動は不調に終わる。バンドとの契約は表向きで早々に女性ボーカル単体での切り売り売り出しを目論むマネージメントの悪辣な方針という点では、60年代に於けるジャニス・ジョプリン(ビッグ・ブラザー&ザ・ホールディング・カンパニー)の事例を思わせるところがある。
1987年のバンド解散以後は、ソロ・シンガーとなった。ソロでのデビューは1989年、ミッチェル・フルームのプロデュースによるセルフ・タイトル・アルバム。収録曲の「Breathe」は英米でヘヴィ・ローテーションされ、イギリスでチャートイン、スマッシュ・ヒットとなるがアメリカ本国ではまったく振るわなかった。以後、2024年現在までに7枚のスタジオ・アルバム、3枚のライブ・アルバムを発表している。作曲者としては1985年11月、元アンダー・トーンズ (The Undertones)のフィアガル・シャーキー（Feargal Sharkey）に提供した「夢の恋人 (A Good Heart)」が、自身では1990年9月～10月、映画『デイズ・オブ・サンダー』の挿入歌「ショー・ミー・ヘヴン (Show Me Heaven)」が、それぞれ全英ナンバー1になっている。映画挿入歌には前述の『ストリート・オブ・ファイア』のほか、『パルプ・フィクション』(1994)『歌追い人』(2000)などがある。
1994年、1996年には後期ローン・ジャスティスのメンバーであったブルース・ブロディを含むバンド編成で、2013年にはサポート・ミュージシャン1名を伴うソロで、計三度の来日公演を行っている。
2002年、ケイジャン・ミュージックのカバー集『Evangeline Made: A Tribute to Cajun Music』に参加。この作品で共同作業をしている、写真家でミュージシャンのジム・エイキン (Jim Akin)と結婚。(1998年中までに婚約していた模様だが、出産経験が無かったことは本人の言から明らかになっている)2003年、自主レーベルのViewfinder Recordsから発表したアルバム『High Dive』のクレジットは、プロデュース、全曲の作曲とアレンジがエイキンとの連名になっており、以後の作品はこの自主レーベルからリリースされている。(『High Dive』は1999年に制作に入ったと思われる)
2012年8月、映画『After the Triumph of Your Birth』を夫ジムと共同製作、出演する。また、バンド「The Shootist feat. Maria McKee」として映画音楽も担当し、久々の作品リリースを果たした。2015年には再び映画『The Ocean Of Helena Lee』を製作、映画のプロモーションに伴うイベントライブなどを行う。
2020年3月には通算7作目のスタジオ最新作『La Vita Nuova』を(自主レーベルではなく)イギリスのインディペンデント・レーベルFire Recordsからリリース。また2014年～19年の間にメジャーデビュー前のローン・ジャスティス時代初期のデモ音源、ライブ音源が相次いでリリースされ好評を博し、1980年代オルタナ・カントリーの先駆者的存在として再評価の機運も高まりつつあることなどを受け、2024年10月、オリジナル・メンバーによる38年ぶりの新作アルバム『Viva Lone Justice』がリリースされた。
異父兄の故ブライアン・マクリーン (Bryan MacLean 1947年-1998年)は、1960年代のサイケデリック・ロックのアルバム『フォーエヴァー・チェンジズ (Forever Changes)』で知られるバンド、ラヴ (Love)の主要メンバーで、音楽の世界に足を踏み入れたことや、自身の作品の傾向についても、この兄からの影響の大きさが見られる。ローン・ジャスティスでのデビューに先立つ15～16才頃に、ブライアン自曲のゴスペルを歌う音楽活動歴が一定期間あり、これを偶然見た米コロムビアレコードの関係者(Peter Jay Philbin)に強い印象を残していることを、音楽評論家の福田一郎 がローン・ジャスティスデビュー直後の記事で伝えている。Philbinはブルース・スプリングスティーンやカーラ・ボノフなどを発掘した人物としても知られる。

## ディスコグラフィ

### ソロ
スタジオ・アルバム
- 『マリア・マッキー』 - Maria McKee (1989年)
- 『永遠の罪』 - You Gotta Sin to Get Saved (1993年)
- 『ライフ・イズ・スウィート』 - Life Is Sweet (1996年)
- High Dive (2003年)
- Peddlin' Dreams (2005年)
- Late December (2007年)
- La Vita Nuova (2020年)

ライブ・アルバム
- Live in Hamburg (2004年)
- Live - Acoustic Tour 2006 (2006年)
- Live at the BBC (2008年)

コンピレーション・アルバム
- Ultimate Collection (2000年)
- The Best of Maria McKee (2003年)
- No One Was Kinder (2005年) ※Bryan MacLean and Maria McKee名義

サウンドトラック・アルバム
- After the Triumph of Your Birth (2012年)
- The Ocean of Helena Lee (2015年)

### ローン・ジャスティス
スタジオ・アルバム
- 『ローン・ジャスティス』 - Lone Justice (1985年)
- 『シェルター』 - Shelter (1986年)
- Viva Lone Justice (2024年)

ライブ・アルバム
- Lone Justice Live (1987年) ※ビデオ作品
- 『ライヴ・イン・コンサート』 - BBC Radio 1 Live in Concert (1993年)
- Live In Boston 1985 (2014年)
- Live At The Palomino, 1983 (2019年)

コンピレーション・アルバム
- 『ベスト・オブ・ローン・ジャスティス』 - This World Is Not My Home (1998年)
- The Best of Lone Justice (2003年)
- THIS IS Lone Justice: The Vaught Tapes, 1983 (2014年)
- The Western Tapes, 1983 (2018年)